# Julia Voitowitsch
Julia Voitowitsch (* 8. Dezember 1976 in Kiew) ist eine deutsche Schwimmerin und Olympiateilnehmerin. Sie startete für die Schwimmgemeinschaft Frankfurt.

## Erfolge
Die 1,68 m große und 58 kg schwere Athletin gewann mehrere Meistertitel:
- Deutsche Meisterschaften
  - 100 m Delfin: 1993 Platz 3, 1994 Vizemeisterin, 1995 Meisterin, 1996 Vizemeisterin
- Deutsche Kurzbahnmeisterschaften:
  - 50 m Delfin: 1995 Meisterin
  - 100 m Delfin: 1994 Meisterin, 1995 Meisterin, 1996 Vizemeisterin

Bei den Olympischen Spielen 1996 in Atlanta startete sie über 100 m Delfin und wurde in 1:01,14 min Vierte des B-Finales.

### Europameisterschaften
Ihre größten Erfolge feierte sie bei Europameisterschaften, wo sie als Staffel- und Einzelschwimmerin mehrere Medaillen gewinnen konnte:
- Sprinteuropameisterschaften 1993 in Gateshead:
  - Gold über 4 × 50 m Lagen in 1:53,26 min vor Schweden (Silber in 1:53,74 min) und Großbritannien (Bronze in 1:57,13 min) Team: Sandra Völker, Sylvia Gerasch, Julia Voitowitsch und Annette Hadding
  - Bronze über 50 m Delfin in 27,91 s hinter der Schwedin Louise Karlsson (Gold in 27,49 s) und der Russin Swetlana Posdejewa (Silber in 27,88 s)
- Sprinteuropameisterschaften 1994 in Stavanger:
  - Gold über 4 × 100 m Lagen in 1:53,58 min vor Russland (Silber in 1:54,21 min) und Schweden (Bronze in 1:54,51 min) Team: Sandra Völker, Manuela Näckel, Julia Voitowitsch und Daniela Hunger
  - Bronze über 50 m Delfin in 27,92 s hinter der Niederländerin Angela Postma (Gold in 27,48 s) und der Slowakin Martina Moravcová (Silber in 27,84 s)
- Schwimmeuropameisterschaften 1995 in Wien:
  - Gold über 4 × 100 m Lagen in 4:09,97 min vor Ungarn (Silber in 4:12,00 min) und Spanien (Bronze in 4:12,52 min) Team: Cathleen Rund, Jana Dörries, Julia Voitowitsch und Franziska van Almsick
- Kurzbahneuropameisterschaften 1996 in Rostock:
  - Gold über 4 × 50 m Lagen in der Europarekordzeit von 1:51,79 min vor den Niederlanden (Silber in 1:52,80 min) und Schweden (Bronze in 1:53,06 min). Team: Antje Buschschulte, Sylvia Gerasch, Julia Voitowitsch und Sandra Völker
  - Bronze über 100 m Delfin in 1:00,51 min hinter der Schwedin Johanna Sjöberg (Gold in 58,80 s) und Sandra Völker (Silber in 59,44 s)